# Estońska Socjalistyczna Republika Radziecka
Estońska Socjalistyczna Republika Radziecka, Estońska SRR, radziecka Estonia, ESRR (est. Eesti Nõukogude Sotsialistlik Vabariik, ros. Эстонская Советская Социалистическая Республика) – republika sowiecka utworzona w sierpniu 1940 roku po okupacji terytorium Estonii 17 czerwca 1940 przez Armię Czerwoną i formalnej aneksji jej terytorium przez Związek Socjalistycznych Republik Radzieckich 6 sierpnia 1940.

## Historia
Po ataku III Rzeszy na ZSRR w czerwcu 1941 roku zajęta przez Wehrmacht, pod okupacją III Rzeszy jako Komisariat Generalny Estonia w ramach Komisariatu Rzeszy Wschód do lata 1944. W 1944 mniejszość szwedzka w Estonii została repatriowana do kraju przez władze Szwecji, a tysiące Estończyków w obawie przed nacierającą Armią Czerwoną uciekło na zachód. Nadzieje na odbudowę państwowości estońskiej w 1941 roku i po 1945 roku nie ziściły się, jakkolwiek Stany Zjednoczone i część innych państw nie uznały aneksji Estonii przez ZSRR.
Po ponownej okupacji sowieckiej i zakończeniu II wojny światowej, władze ZSRR przeprowadziły przymusową kolektywizację rolnictwa. Do 1951 skolektywizowano ponad 95% estońskich gospodarstw, pozostałe do połowy lat 50. NKWD i MGB przeprowadziły masowe deportacje ludności z terytorium republiki (ok. 11 tys. ludzi w czerwcu 1941, przed wybuchem wojny niemiecko-sowieckiej, ok. 20 tys. w 1949), 34 tys. Estończyków zostało w latach 1940–1941 wcielonych do Armii Czerwonej. Do 1953 działały, podobnie jak w innych państwach bałtyckich, oddziały niepodległościowej i antykomunistycznej partyzantki określanej jako Leśni Bracia. W 1944 Rada Najwyższa ZSRR dokonała zmiany granicy między Estońską SRR a RFSRR, włączając Iwangorod (część Narwy) do RFSRR.
W sierpniu 1991 roku Estonia opuściła ZSRR (deklaracja suwerenności wydana została już w 1988 roku) i została uznana przez społeczność międzynarodową za niepodległe państwo. Okres Estońskiej Socjalistycznej Republiki Radzieckiej uznano po 1991 roku jako prawnie niebyły i okupację oraz wrócono do uregulowań prawnych (konstytucja, kwestie obywatelstwa) z 1938 roku.
Stany Zjednoczone, zgodnie z doktryną Stimsona, uznały oficjalnie aneksję Estonii przez ZSRR w 1940 za nielegalną, podobnie Wielka Brytania i kilka innych państw. Oficjalnie uznały ten fakt natomiast rządy III Rzeszy oraz Szwecji. Wielka Brytania i USA na konferencji jałtańskiej w lutym 1945 milcząco przyjęły do wiadomości fakt aneksji Estonii przez ZSRR, jednak de facto nadal utrzymywano stosunki dyplomatyczne z przedstawicielami władz estońskich na emigracji i de iure nie uznano przyłączenia kraju do ZSRR. Ten stan trwał do 1975, kiedy uczestnicy Konferencji Bezpieczeństwa i Współpracy w Europie w Helsinkach, podpisując Akt Końcowy KBWE, ogłosili nienaruszalność granic europejskich w ogóle, a tym samym uznali granice ZSRR według stanu na 1975.
Władze Rosji zajmują do dziś stanowisko, że aneksja Estonii była zgodna z prawem międzynarodowym.

## Galeria

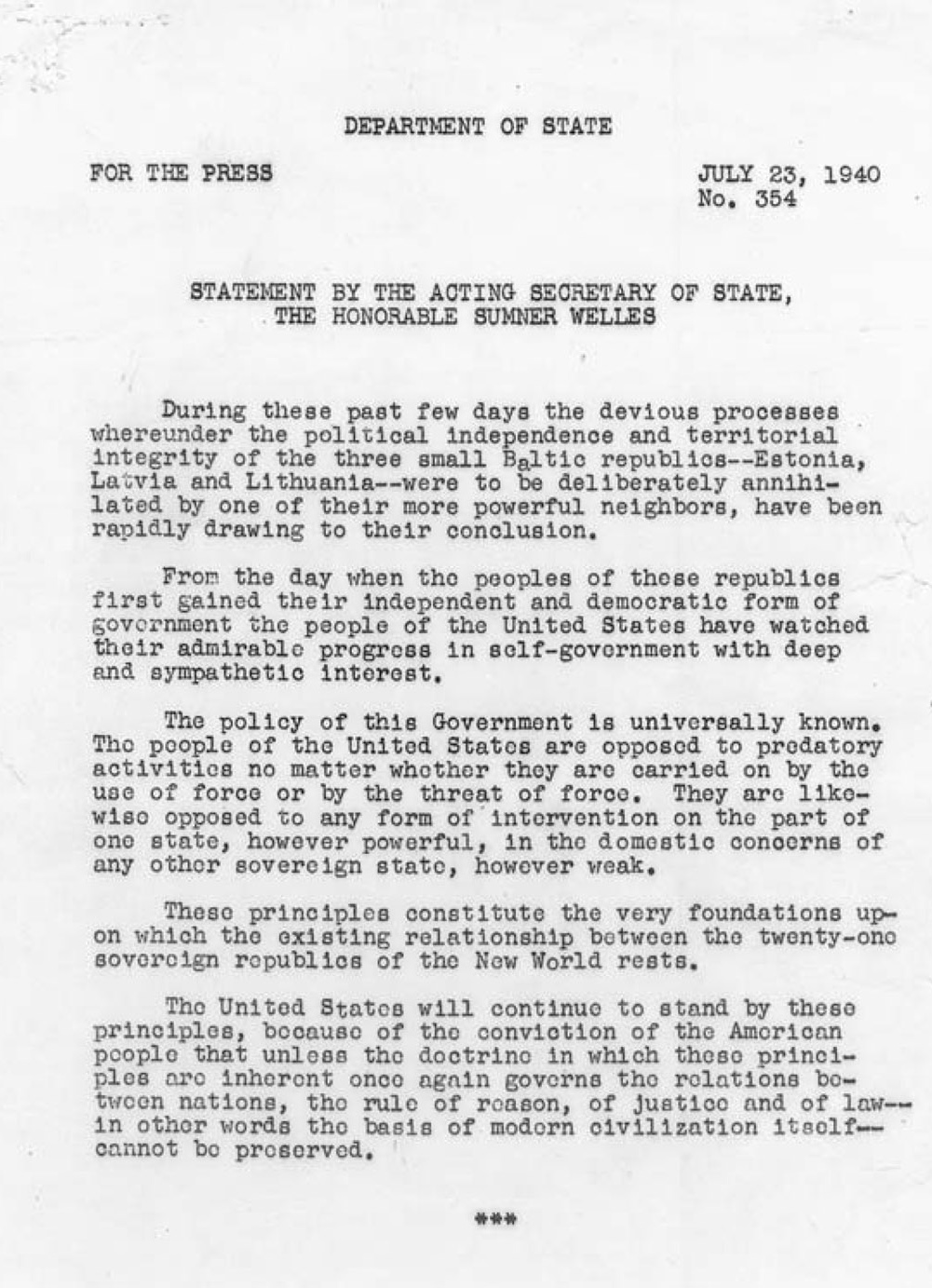
Deklaracja Departamentu Stanu USA, z 23 lipca 1940 roku potępiająca agresję ZSRR na kraje bałtyckie
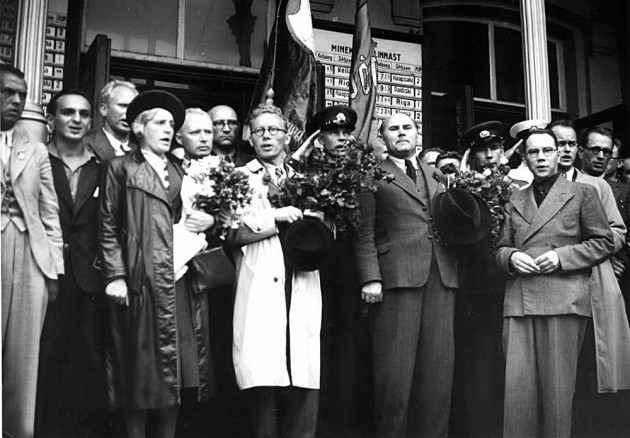
Karl Säre wraz z innymi działaczami Komunistycznej Partii Estonii w Tallinnie po okupacji Estonii przez Armię Czerwoną, 24 lipca 1940 roku
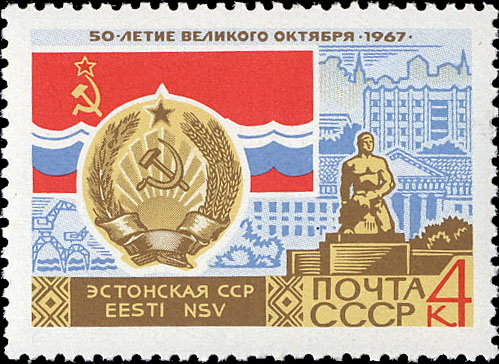
Znaczek pocztowy wydany w Estońskiej SRR w 1967, z okazji 50. rocznicy przewrotu bolszewickiego (rewolucji październikowej)